# Maqueta
|  | Per a altres significats, vegeu «Maqueta (desambiguació)». |

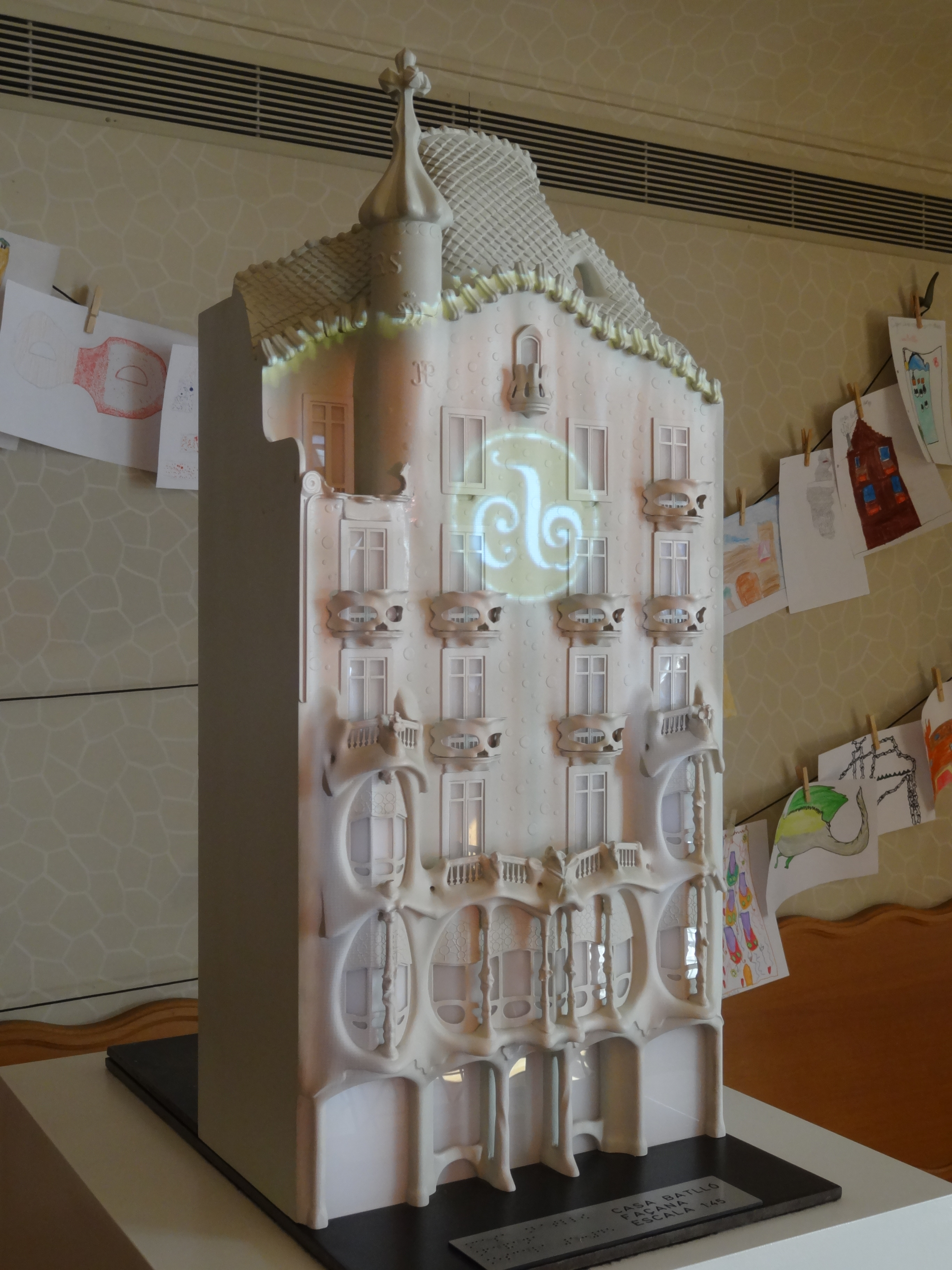
Maqueta de la Casa Batlló, d'Antoni Gaudí.

Una maqueta o model és una reproducció física a escala d'un objecte o edifici (conegut com a prototip). Són generalment més petits que els prototips de mida grossa com ara vehicles, edificis o persones, però també poden ser més grans que els prototips de mida petita, com ara estructures anatòmiques o partícules subatòmiques.
Es realitzen per mostrar-ne la funcionalitat, volumetria, mecanismes interns o externs o bé per destacar allò que, un cop construït o fabricat, presentarà com a innovació o millora. Aquests muntatges funcionals s'utilitzen com a eines en el disseny i proves d'enginyeria, la comunicació d'un projecte, la promoció i les vendes, la realització d'efectes especials, l'estratègia militar, amb finalitats pedagògiques i aficions com el modelisme ferroviari, els jocs de guerra i les curses de cotxes, però també com a joguines. També es construeixen maquetes com a afició per l'artesania.
Solen realitzar-se amb materials com el plàstic, la fusta o el metall i pintar-se amb esmalt, laca o acrílics, i també s'hi poden aplicar adhesius per a lletres i detalls fins. Poden construir-se des de zero o a partir de kits fabricats comercialment. A l'actualitat la impressió 3D s'utilitza àmpliament per a la producció de maquetes.
Les maquetes inclouen tot tipus de vehicles (trens de ferrocarril, vaixells, cotxes, camions, vehicles militars, avions i coets), edificis, persones i temes de ciència-ficció, com naus espacials i robots. També són funcionals a l'hora de representar decoracions i elements urbanístics. Les maquetes de persones i animals sovint es produeixen per mostrar-los a ciutats, ferrocarrils o escenificacions de batalles per proporcionar detall o realisme, però també són molt habituals les figures de personatges de ficció o famosos del món real.
Per a la creació de cada tipus de maqueta calen disciplines tècniques i artístiques diferents. Així, les arquitectòniques es realitzen a partir dels plànols de l'edifici, que caldrà digitalitzar després de determinar l'escala de la maqueta, per després tallar cadascuna de les peces emprant tecnologia làser, pintar i muntar-les, i finalment afegir la vegetació i altres detalls finals. En canvi, les maquetes d'éssers vius es treballen amb processos escultòrics.
En la producció cinematogràfica i televisiva també s'han emprat com a part dels efectes especials. Georges Méliès va ser qui va començar a incorporar-les a la seva pel·lícula Le Voyage dans la Lune (1902), i van seguir utilitzant-se de manera habitual fins que Steven Spielberg va introduir a Parc Juràssic (1993) l'ús d'ordinadors per crear efectes per als quals prèviament s'haurien utilitzat miniatures físiques. Amb l'arribada de les imatges generades per ordinador (CGI) molts d'aquests efectes ja es fan de manera digital, tot i que les maquetes continuen emprant-se especialment per a projectes que requereixen interacció física amb foc, explosions o aigua.

## Tipus de maquetes
| Maqueta seccionada de les termes de Chassenon a Cassinomagus (França). · Maqueta urbana de la Tarragona medieval, a la Torre de les Monges. · Maqueta del segle XIX d'una escala doble.                                         | Maquetes d'edificis, espais urbans i elements arquitectònics. (Vegeu Modelisme arquitectònic) 1. Maqueta seccionada de les termes de Chassenon a Cassinomagus (França). 2. Maqueta urbana de la Tarragona medieval, a la Torre de les Monges. 3. Maqueta del segle XIX d'una escala doble.  |
| Maqueta ferroviària al Museu del Transport de Dresden. · Tren de vapor a escala 1:8 circulant per la via en miniatura del Museu del Ferrocarril de Finlàndia. · Maqueta d'un tren model City EMU (Tipus D) exposat en una fira. | Maquetes de ferrocarrils. (Vegeu Modelisme ferroviari) 1. Maqueta ferroviària al Museu del Transport de Dresden. 2. Tren de vapor a escala 1:8 circulant per la via en miniatura del Museu del Ferrocarril de Finlàndia. 3. Maqueta d'un tren model City EMU (Tipus D) exposat en una fira. |
| Maqueta del submarí Ictíneo II, de Narcís Monturiol. · Maqueta del castell d'Upnor i vaixells durant la batalla contra els holandesos. · Maquetes de velers al canal Aar a Alphen aan den Rijn.                                 | Maquetes d'embarcacions. (Vegeu Modelisme naval) 1. Maqueta del submarí Ictíneo II, de Narcís Monturiol 2. Maqueta del castell d'Upnor i vaixells durant la batalla contra els holandesos. 3. Maquetes de velers al canal Aar a Alphen aan den Rijn.                                        |
| Maqueta d'un helicòpter Align T-Rex radiocontrolat. · Maqueta d'un model d'avió, el Jet Trader II. · Maquetes dels coets Ariane 5, Soyuz, Vega, Vega C i Ariane 6.                                                              | Maquetes d'aeronaus, coets i naus espacials. (Vegeu Aeromodelisme i Modelisme espacial) 1. Maqueta d'un helicòpter Align T-Rex radiocontrolat. 2. Maqueta d'un model d'avió, el Jet Trader II. 3. Maquetes dels coets Ariane 5, Soyuz, Vega, Vega C i Ariane 6.                             |
| Diverses maquetes de cotxes a escales diferents. · Model de la motocicleta Yamaha YZF1000R Thunderace. · Un cotxe teledirigit model Tamiya Avante.                                                                              | Maquetes de vehicles a motor. (Vegeu Automodelisme) 1. Diverses maquetes de cotxes a escales diferents. 2. Model de la motocicleta Yamaha YZF1000R Thunderace. 3. Un cotxe teledirigit model Tamiya Avante.                                                                                 |
| Globus terraqui a la sala de lectura d'una biblioteca. · Maqueta de l'anatomia d'una vaca. · Maqueta molecular de C60, buckminsterful·lerè.                                                                                     | Maquetes pedagògiques i científiques. 1. Globus terraqüi a la sala de lectura d'una biblioteca. 2. Maqueta de l'anatomia d'una vaca. 3. Maqueta molecular de C60, buckminsterful·lerè. |
| Un model a escala d'una turbina hidroelèctrica. · Maqueta d'una màquina agrícola. · Maqueta d'una tuneladora model Bertha. | Maquetes tecnològiques. 1. Un model a escala d'una turbina hidroelèctrica. 2. Maqueta d'una màquina agrícola. 3. Maqueta d'una tuneladora model Bertha. |
| Escena del joc de miniatures Saga, en la qual els vikings lluiten contra els bretons. · Nen amb el joc de construcció d'una casa. · Una casa de nines en una exposició al Museu Hallwyl.                                        | Maquetes lúdiques. 1. Escena del joc de miniatures Saga, en la qual els vikings lluiten contra els bretons. 2. Nen amb el joc de construcció d'una casa. 3. Una casa de nines en una exposició al Museu Hallwyl.                                                                            |